# Tanytarsus kribiensis
Tanytarsus kribiensis är en tvåvingeart som beskrevs av Jean-Jacques Kieffer 1923. Tanytarsus kribiensis ingår i släktet Tanytarsus och familjen fjädermyggor. Inga underarter finns listade i Catalogue of Life.